# OR6C76
OR6C76 (англ. Olfactory receptor family 6 subfamily C member 76) – білок, який кодується однойменним геном, розташованим у людей на 12-й хромосомі. Довжина поліпептидного ланцюга білка становить 312 амінокислот, а молекулярна маса — 35 119.
| 10         |  | 20         |  | 30         |  | 40         |  | 50         |
| ---------- |  | ---------- |  | ---------- |  | ---------- |  | ---------- |
| MKNRTSVTDF |  | ILLGLTDNPQ |  | LQVVIFSFLF |  | LTYVLSVTGN |  | LTIISLTLLD |
| SHLKTPMYFF |  | LRNFSLEISF |  | TSVCNPRFLI |  | SILTGDKSIS |  | YNACAAQLFF |
| FIFLGSTEFF |  | LLASMSYDCY |  | VAICKPLHYT |  | TIMSDRICYQ |  | LIISSWLAGF |
| LVIFPPLAMG |  | LQLDFCDSNV |  | IDHFTCDSAP |  | LLQISCTDTS |  | TLELMSFILA |
| LFTLISTLIL |  | VILSYTYIIR |  | TILRIPSAQQ |  | RKKAFSTCSS |  | HVIVVSISYG |
| SCIFMYVKTS |  | AKEGVALTKG |  | VAILNTSVAP |  | MLNPFIYTLR |  | NQQVKQAFKD |
| VLRKISHKKK |  | KH         |  |            |  |            |  |            |

A: Аланін

C: Цистеїн

D: Аспарагінова кислота

E: Глутамінова кислота

F: Фенілаланін

G: Гліцин

H: Гістидин

I: Ізолейцин

K: Лізин

L: Лейцин

M: Метіонін

N: Аспарагін

P: Пролін

Q: Глутамін

R: Аргінін

S: Серин

T: Треонін

V: Валін

W: Триптофан

Кодований геном білок за функціями належить до рецепторів, g-білокспряжених рецепторів, білків внутрішньоклітинного сигналінгу. 
Локалізований у клітинній мембрані, мембрані.